# Cintheaux
Cintheaux település Franciaországban, Calvados megyében. Lakosainak száma 176 fő (2022. január 1.). Cintheaux Bretteville-sur-Laize, Cauvicourt, Fresney-le-Puceux, Gouvix, Le Castelet és Valambray községekkel határos.

## Népesség
A település népességének változása:
| Lakosok száma | 172  | 161  | 172  | 183  | 195  | 194  | 190  | 188  | 187  | 176  |
|               | 1968 | 1982 | 1990 | 2006 | 2013 | 2015 | 2017 | 2019 | 2020 | 2022 |